# Gerrit de Vries Azn
Gerrit de Vries Azn. (Haarlem, 22 februari 1818 – Den Haag, 4 maart 1900) was een Nederlands politicus. Van 1872 tot 1874 was hij voorzitter van de ministerraad en minister van Justitie.
De Vries werd in 1818 geboren als zoon van Abraham de Vries (vandaar Azn.) en Hillegonda van Geuns, dochter van de predikant en silhouettist Matthias van Geuns. Hij was de broer van hoogleraar Matthias de Vries, was getrouwd met Maria Everardina Reuvens (een dochter van Caspar Reuvens) en vader van de bioloog Hugo de Vries.
De Vries Azn. studeerde in Leiden (promotie 1839). Hij was een leerling van Thorbecke en volgde zijn leermeester in 1872 na diens dood op als kabinetsleider in het Kabinet-De Vries-Fransen van de Putte. Als minister van Justitie zag hij zijn poging mislukken om een nieuwe Wet op de rechterlijke organisatie tot stand te brengen. Na een kort Kamerlidmaatschap keerde hij terug in de Raad van State, die hij in 1872 had verlaten.
De Vries wordt gezien als de vader van het moderne waterschap. Daarnaast zette hij het onderzoek naar historie van de waterschappen letterlijk op de kaart. Een voorbeeld hiervan is een kaart die gaat over 'de toestand van Hollands Noorderkwartier in 1288'. De Vries was ook lid van het oprichtend comité van de Nederlandse Juristen-Vereniging en tot drie keer toe voorzitter van die vereniging (1870-1872, 1876-1879 en 1884-1885).

## Publicaties (selectie)
- Gerrit De Vries, Historia, introducti in provincias quas deinceps respublica Belgii uniti comprehendit, juris romani, Proefshrift Rijksuniversiteit te Leiden, 1939.
- Gerrit de Vries Azn. "De kaart van Hollands Noorderkwartier," Verslagen Kl. Akad. Wetenschap Amsterdam, Van der Post, 1865, p. 1-101.
- Gerrit de Vries. De zeeweringen en waterschappen van Noordholland. Provinciaal Bestuur van Noordholland, 1894.